# Saint-Germain-du-Corbéis
Saint-Germain-du-Corbéis là một xã trong tỉnh Orne, vùng Normandie tây bắc nước Pháp. Xã Saint-Germain-du-Corbéis nằm ở khu vực có độ cao trung bình 136 mét trên mực nước biển.